# Taeniurops
Taeniurops is een geslacht uit de familie van pijlstaartroggen (Dasyatidae), orde Myliobatiformes.

## Soortenlijst
- Taeniurops grabatus (Geoffroy Saint-Hilaire, E, 1817) – Ronde waaierstaartpijlstaartrog [1]
- Taeniurops meyeni (Müller & Henle, 1838) – Gespikkelde waaierstaartpijlstaartrog

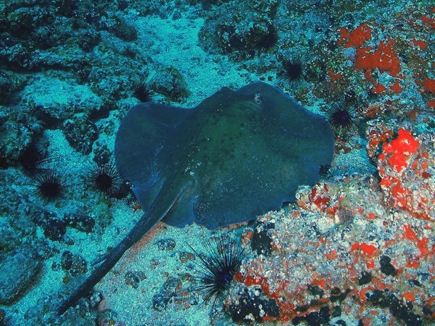
Ronde waaierstaartpijlstaartrog (Taeniurops grabatus)
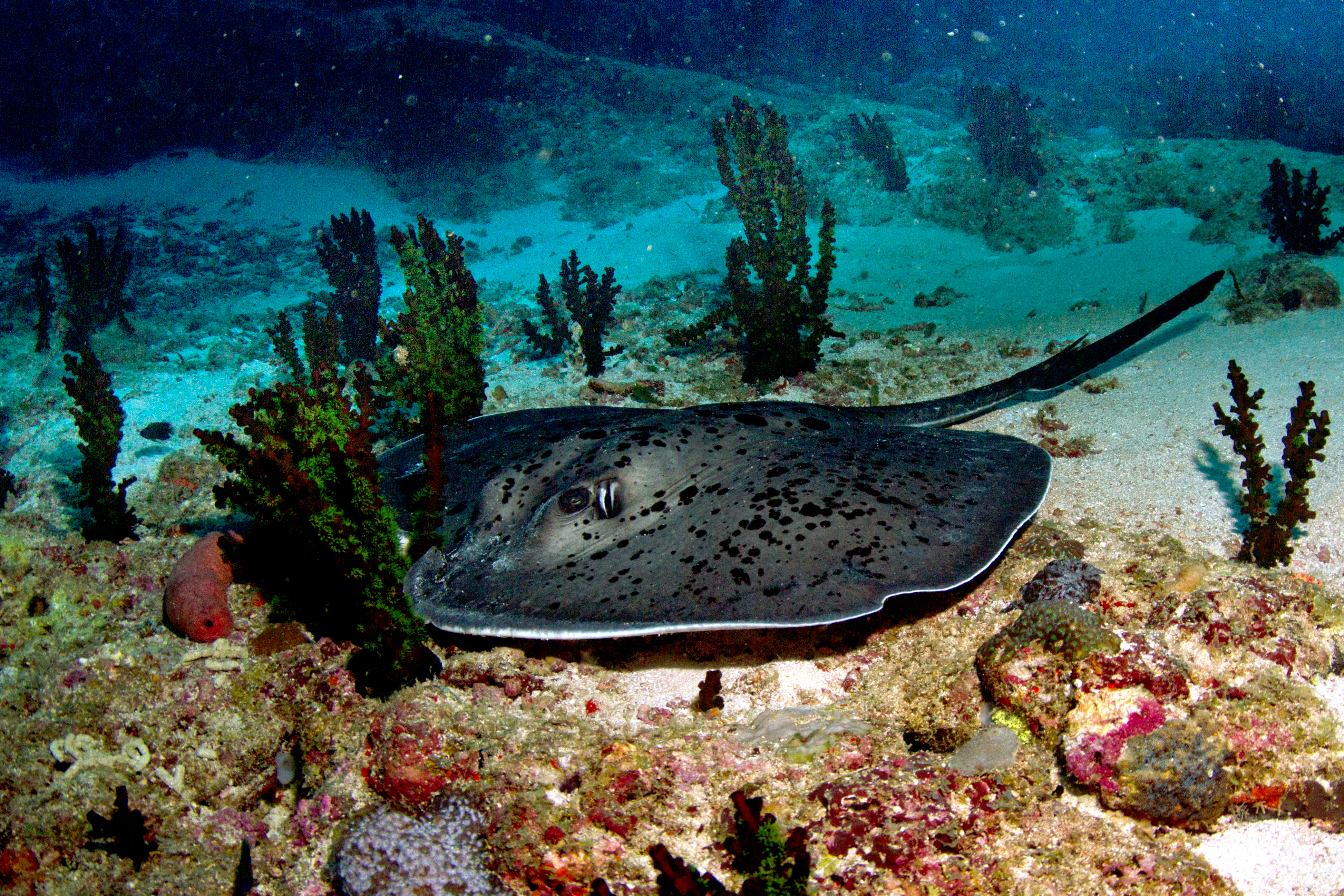
Gespikkelde waaierstaartpijlstaartrog (Taeniurops meyeni)